# Casalduni
Casalduni è un comune italiano di 1 183 abitanti della provincia di Benevento in Campania.

## Geografia fisica
Sorge sul pendio del monte Cicco (400 m) e sulla destra del fiume Tammaro.
Ha un'escursione altimetrica pari a 549 m s.l.m. con una minima di 127 m s.l.m. ed una massima di 676 m s.l.m.
Regione Agraria n. 4 - Colline del Calore, Irpinia inferiore.
Con le sue 23 contrade, è uno dei paesi della provincia con la più vasta estensione rurale. Nei pressi della località chiamata "Terravecchia", in mezzo ad una zona boschiva, scorre il torrente Alenta. In un punto, caratterizzato dal suolo irregolare, l'Alenta forma delle cascate che costituiscono un'attrattiva turistica.
La sua superficie agricola utilizzata è di 1320,88 ettari (ha) aggiornata all'anno 2000, dati e cifre Camera di Commercio di
Benevento, maggio 2007.

## Storia
Il territorio comunale di Casalduni è stato abitato sin dall'età romana come testimoniano alcuni ritrovamenti archeologici.
La prima menzione che si fa di Casalduni è del 1335 nella Bolla di Papa Clemente VI, nella quale si determinavano i confini del territorio di Benevento (Castrum Casaldonis). L'etimologia del nome rivela la sua natura di Casale, terra abitata, senza troppa autonomia, appartenente a Chiese o Monasteri. Nel Casale il numero degli abitanti crebbe rapidamente e quando gli Angioini conquistarono il Sud Italia, gli diedero il nome di Casalduni, ovvero "Casal-di-uni" (Casale-di-uno).
Casalduni ha conosciuto il più alto indice di popolazione tra il 1850 e il 1930 quando contava oltre 3 000 abitanti ed era un centro di grande importanza commerciale e fieristica
Da un punto di vista amministrativo Casalduni ha fatto parte per secoli della provincia di Principato Ultra, e nel quadriennio 1743-46 il suo territorio fu soggetto alla competenza territoriale del regio consolato di commercio di Ariano. Dal 1861 fa parte della provincia di Benevento.
Diverse calamità distrussero il paese; a tal proposito si ricordano i terremoti del giugno 1688, dell'agosto 1962 e del novembre 1980.

### Massacro di Casalduni del 1861
Casalduni fu teatro, l'11 agosto 1861, di un sanguinoso agguato che provocò la morte di 45 soldati del neo costituito Regio Esercito italiano in azione durante la lotta al brigantaggio postunitario italiano. Quel giorno il luogotenente Cesare Augusto Bracci, incaricato di effettuare una ricognizione nella vicina Pontelandolfo alla guida di quaranta militari e quattro carabinieri, vi si accampò con i suoi soldati: vistisi minacciati da un gruppo di briganti e contadini armati, i militari cercarono di spostarsi verso San Lupo, dove era situato il quartier generale; poiché la strada era sbarrata, arretrarono quindi verso Casalduni, dove furono accerchiati, catturati e, successivamente, uccisi per ordine del brigante Angelo Pica. In tutto furono trucidati 45 militari. Il fatto provocò nei giorni successivi una violenta rappresaglia militare che portò all'incendio dell'abitato di Casalduni e all'uccisione di diversi civili a Pontelandolfo anch'esso dato alle fiamme.

### Simboli
Il gonfalone è un drappo partito di azzurro e di rosso.

## Società

### Evoluzione demografica
Abitanti censiti

## Cultura

### Eventi
- Palio "Castrum Casaldonis", nel mese di luglio.

## Amministrazione
| Periodo | Periodo   | Primo cittadino     | Partito                 | Carica  | Note |
| ------- | --------- | ------------------- | ----------------------- | ------- | ---- |
| 1988    | 2001      | Raimondo Mazzarelli | DC-PPI-DL               | Sindaco |      |
| 2001    | 2006      | Giovanni Racchi     | Democratici di Sinistra | Sindaco |      |
| 2006    | 2014      | Raimondo Mazzarelli | L'Unione-PD             | Sindaco |      |
| 2014    | 2019      | Pasquale IACOVELLA  | Lista Civica            | Sindaco |      |
| 2019    | in carica | Pasquale IACOVELLA  | Lista Civica            | Sindaco |      |

### Altre informazioni amministrative
Fa parte della Comunità montana zona Alto Tammaro.